# BAFTA-díj a legjobb gyermek- és családi filmnek
A legjobb gyermek- és családi filmnek járó BAFTA-díj kategóriában (angolul BAFTA Award for Best Children's & Family Film) 2025 óta oszt ki elismerést minden évben a British Academy of Film and Television Arts (BAFTA), „a gyermekmédia-szektor lényeges kreatív alkotásai” részére.
E kategóriában filmszínházakban bemutatott bármilyen műfajú filmek indulhatnak, amelyek sajátos nemzedékek közötti vonzerővel bírnak gyermekek, fiatalok és felnőttek számára. A filmszínházakban bemutatott élőszereplős, animációs vagy dokumentumfilmek többféle műfajba eshetnek, beleértve (de nem kizárólagosan) az akciót, a kalandot, a vígjátékot, a drámát és a fantasy filmet.
A filmek nevezésekor fel kell tüntetni a rendező(ke)t és legfeljebb egy főproducert (azt, aki a legkreatívabb szerepet játssza a filmben). Csak olyan, gyermekeknek szóló film nevezhető, amelynek korhatár-besorolása U (négy éves és idősebb közönség), PG (szülői felügyelet javasolt), vagy 12A (12 év felett szülői engedély nélkül).
A hosszú listára felvehető filmek száma öt és nyolc között, a rövid listás jelölések száma pedig három és öt között lehet, a filmbizottság döntése alapján és a nevezések számától függően. Mind a hosszú, mind pedig a rövid listára való felvételről egy filmbizottság dönt.

## Győztesek és jelöltek
Győztes alkotás

### 2020-as évek
| Év            | Magyar cím                             | Eredeti cím                           | Rendező                         | Producer                                           | Ország                                         |
| 2024 78. gála |                                        |                                       |                                 |                                                    |                                                |
| ------------- | -------------------------------------- | ------------------------------------- | ------------------------------- | -------------------------------------------------- | ---------------------------------------------- |
| 2024 78. gála | Wallace és Gromit: A szárnyas bosszúja | Wallace & Gromit: Vengeance Most Fowl | Nick Park és Merlin Crossingham | Richard Beek                                       | Egyesült Királyság                             |
| 2024 78. gála | Áradás                                 | Flow                                  | Gints Siibalodis                | Matīss Kaža                                        | Lettország                                     |
| 2024 78. gála |                                        | Kensuke's Kingdom                     | Neil Boyle és Kirk Hendry       | Camilla Deakin, Ruth Fielding és Stephen Roellants | Egyesült Királyság · Luxemburg · Franciaország |
| 2024 78. gála | A vad robot                            | The Wild Robot                        | Chris Sanders                   | Jeff Hermann                                       | USA                                            |

## Fordítás
- Ez a szócikk részben vagy egészben  a   BAFTA Award for Best Children's & Family Film című angol Wikipédia-szócikk ezen változatának fordításán alapul.  Az eredeti cikk szerkesztőit annak laptörténete sorolja fel. Ez a jelzés csupán a megfogalmazás eredetét és a szerzői jogokat jelzi, nem szolgál a cikkben szereplő információk forrásmegjelöléseként.